# Instituto Histórico de Petrópolis
O Instituto Histórico de Petrópolis (IHP) tem por finalidade velar pelas tradições, realizar investigações históricas, publicar documentos, firmar convênios com Instituições Científicas e Culturais, promover conferências e incentivar estudos e biografias de petropolitanos ilustres e outras personalidades ligadas a cidade de Petrópolis. Foi fundado em 24 de setembro de 1938. Tem como sendo o seu patrono, Dom Pedro II.

## Origens
As origens do Instituto Histórico de Petrópolis vem da Comissão Centenário de Petrópolis, encarregada de promover as comemorações desta efeméride; Em uma de suas reuniões, em 1938, foi sugerida a criação de um instituto de estudos históricos que levaria o nome de Pedro II. Mas tarde, já com a denominação de Instituto Histórico de Petrópolis, foi escolhida a data de 2 de dezembro para instalação do Instituto, por ser a do nascimento, em 1825, do Imperador Dom Pedro II. Como presidente de honra foi escolhido o Príncipe Dom Pedro de Orleans e Bragança,  filho primogênito da Princesa Isabel.

## Estrutura
Os associados reúnem-se ordinariamente em abril de cada ano e, de dois em dois anos, em dezembro para eleições. O estatuto de 1938 passou por várias reformas, em 1962, 1982, 1985 e 1986, sendo o atual aprovado em 8 de abril de 1996. Tendo por finalidade a investigação, o estudo, a discussão e a divulgação da História, em especial a de Petrópolis e a colaboração na preservação de seus bens culturais, o Instituto admite as seguintes categorias de sócios: Fundadores (ad perpetuam rei memoriam); Efetivos, em número de 40, dos quais pelo menos 30, residentes e domiciliados em Petrópolis; Correspondentes; Honorários e Eméritos. Seus órgãos de Direção são a Assembleia Geral, a Diretoria e a Comissão de Contas.
No biênio 2016-2017 o instituto é presidido por Maria de Fátima Moraes Argon, tendo como vice-presidente Joaquim Eloy Duarte dos Santos.

## Trabalhos
Disponibiliza na internet, desde 31 de agosto de 2000 diversos de seus trabalhos, realizados por diferentes autores e variados temas históricos. Por outros motivos serão realizadas Assembleias Gerais Extraordinárias.

## Instalações
Não possuindo sede própria, funcionou o Instituto em lugares diversos, numa sala da Câmara Municipal, no extinto Museu Histórico da Cidade, no Grupo Escolar Dom Pedro II, nas dependências do Museu Imperial. A partir de 1981, a sede do Instituto Histórico de Petrópolis passou a ser o Silogeu Petropolitano, um prédio histórico da cidade onde localizam-se, além da sede do IHP, a Academia Petropolitana de poesia Raul de Leoni. O imóvel pertence ao governo federal sob responsabilidade patrimonial do Museu Imperial de Petrópolis por doação da família do escritor e médico Cláudio de Sousa, membro da Academia Brasileira de Letras.

## Personalidades ilustres
O Instituto Histórico de Petrópolis já teve como integrantes alguns destacados nomes da historiografia brasileira, como:
- Luís Afonso D’Escragnole
- Afonso Arinos de Melo Franco
- Américo Jacobina Lacombe
- Alberto Lamego
- Alceu Amoroso Lima
- Arthur César Ferreira Reis
- Otávio Tarquínio
- Afonso D’Escragnole Taunay
- Hélio Viana.